# Hašoṭer
Hašoṭer, noto anche col titolo internazionale di Policeman, è un film del 2011 scritto e diretto da Nadav Lapid, al suo esordio alla regia di un lungmetraggio.

## Riconoscimenti
- 2011 - Locarno Festival
  - Premio speciale della giuria